# Богатник
Богатник (хорв. Bogatnik) — населений пункт у Хорватії, у Задарській жупанії у складі міста Оброваць.

## Населення
Населення за даними перепису 2011 року становило 131 осіб.
Динаміка чисельності населення поселення:

## Клімат
Середня річна температура становить 13,22 °C, середня максимальна – 27,22 °C, а середня мінімальна – -0,54 °C. Середня річна кількість опадів – 949 мм.
| Клімат поселення                              | Клімат поселення | Клімат поселення | Клімат поселення | Клімат поселення | Клімат поселення | Клімат поселення | Клімат поселення | Клімат поселення | Клімат поселення | Клімат поселення | Клімат поселення | Клімат поселення | Клімат поселення |
| Показник                                      | Січ.             | Лют.             | Бер.             | Квіт.            | Трав.            | Черв.            | Лип.             | Серп.            | Вер.             | Жовт.            | Лист.            | Груд.            |                  |
| Середній максимум, °C                         | 9,04             | 9,94             | 12,92            | 16,31            | 21,10            | 24,87            | 27,22            | 26,96            | 22,60            | 17,91            | 12,63            | 9,59             |                  |
| Середня температура, °C                       | 4,24             | 5,15             | 8,14             | 11,52            | 16,31            | 20,10            | 23,26            | 22,99            | 18,65            | 13,94            | 8,67             | 5,62             |                  |
| Середній мінімум, °C                          | −0,54            | 0,35             | 3,35             | 6,74             | 11,52            | 15,30            | 19,29            | 19,04            | 14,68            | 9,98             | 4,72             | 1,67             |                  |
| Норма опадів, мм                              | 76               | 71               | 75               | 82               | 71               | 67               | 44               | 57               | 95               | 102              | 114              | 95               |                  |
| Середньомісячна швидкість вітру, м/с          | 2.16             | 2.32             | 2.54             | 2.48             | 2.20             | 1.99             | 2.00             | 1.87             | 1.98             | 2.06             | 2.40             | 2.39             |                  |
| Середньомісячна сонячна радіація, кДж/м²·день | 5046             | 7736             | 11385            | 16012            | 20041            | 22371            | 24051            | 21063            | 15517            | 9947             | 5444             | 4314             |                  |
| --------------------------------------------- | ---------------- | ---------------- | ---------------- | ---------------- | ---------------- | ---------------- | ---------------- | ---------------- | ---------------- | ---------------- | ---------------- | ---------------- | ---------------- |
| Джерело:                                      |                  |                  |                  |                  |                  |                  |                  |                  |                  |                  |                  |                  |                  |